# Boud van Doorn
Boudewijn (Boud) van Doorn (Kortenhoef, 8 december 1915 – onbekend) was een Nederlands schrijver, scenarioschrijver en radiopresentator. Van Doorn was tevens schrijver van kinderboeken.

## Biografie
Van Doorn werd geboren in Kortenhoef als zoon van Gerrit van Doorn en Wilhelmina Johanna Meerman. In 1939 trouwde hij met Grietje de Wilde. Het huwelijk werd in 1946 door scheiding ontbonden.
Gedurende de Tweede Wereldoorlog zat Van Doorn 13 maanden gevangen in Kamp Vught als Häftling 4236. Over zijn ervaringen schreef hij een boek. In het voorwoord schrijft hij dat hij op 20 mei 1943 met 150 gevangenen op transport werd gezet naar Vught. Vanwege het in bezit hebben van vuurwapens verwachtte hij gefusilleerd te worden. Op 20 april 1944, de verjaardag van Hitler, kreeg hij echter gratie.
Na zijn vrijlating moet Boud begonnen zijn met het schrijven van zijn boek over zijn ervaringen. Het voorwoord van de schrijver is gedateerd op april 1945. Het voorwoord van de uitgever, A.G. Schoonenbeek, is gedateerd op 8 mei 1945.  
Tijdens de plaatsingsceremonie van een herdenkingsplaquette bij station Vught, in 1984, werd uit zijn, in Vughtse gevangenschap geschreven, dichtbundel "Recht uit het hart" geciteerd.